# نيدونتشيل
نيدونتشيل (بالفرنسية: Nédonchel)‏ هي بلدية تقع في إقليم باد كاليه من منطقة نور با دو كاليه في شمال فرنسا. تبلغ مساحة هذه المدينة 3.89 (كم²)، وترتفع عن سطح البحر 110 م، يبلغ عدد سكانها 242 نسمة حسب إحصاء المعهد الوطني للإحصاء والدراسات الاقتصادية سنة 2009 م. وترأس Jean-Pierre Blanckaert البلدية خلال فترة (2001-2008).